# キル・ジョンファ
キル・ジョンファ（朝鮮語: 길정화、1983年1月11日 - ）は、大韓民国の歌手。
1990年に雑誌モデルとして初デビューし、1992年にKBSの青春ドラマ『明日は愛』に出演し俳優としてデビューし、
以後ミュージカル俳優と演劇俳優の活動を行い、2000年に歌手としてデビューした。

## 学歴
- ソウル芸術大学 演劇学科 卒業

## 出演作

### テレビドラマ
- 1992年 KBS 青春ドラマ 《明日は愛》
- 1993年 MBC 正月特集ドラマ 《ヤドゥンイ》
- 1993年 SBS ドラマスペシャル《トッケビが行く》
- 1994年 EBS 週間ドラマ 《いつも青い心》
- 1994年 MBC ミニシリーズ 《挑戦》
- 1995年 KBS 大河ドラマ 《歴史のライバル》
- 1995年 MBC ミニシリーズ 《ホテル》
- 1995年 SBS ドラマスペシャル 《アスファルトの男》
- 1996年 SBS 青少年ドラマ 《成長感じ18歳》
- 1996年 EBS 週間ドラマ 《感性世代》
- 1996年 KBS 青少年ドラマ 《スタート》
- 1997年 MBC 一日シットコム《男三女三》
- 1997年 SBS 週末劇場《夢の宮殿》
- 1998年 SBS ドラマスペシャル 《7人の新婦》
- 1998年 ITV 特集ドラマ 《家族》
- 1998年 EBS 青少年ドラマ 《明日》
- 2003年 ITV シットコム 《コミックドラマ ラブ・ラブ》

## 経歴
- 2013年 クリーン衿川広報大使

## 賞勲
- 2012年 総合文化芸術祭 文化芸術大賞

## デビュー
- 2000年 統一少女 1集 アルバム "口笛"

## 音盤
- 2000年 統一少女 1集 - 口笛
- 2002年 統一少女 2集 - 統一少女 Ⅱ
- 2006年 2集 - チャンス
- 2009年 あなたの女
- 2015年 この歌の主人公は君
- 2016年 秘密結婚
- 2017年 私の女はいないか

## ウェブリンク
- Daum ペンカフェ
- YouTube